# Mariano Brezmes Arredondo
Mariano Brezmes Arredondo (Marne, León, 8 de septiembre de 1805-Astorga, León, 11 de noviembre de 1885) fue un clérigo de origen español, Obispo de Guadix y Baza (1866-1875) y Astorga (1875-1885).

## Biografía

### Origen, formación y sacerdocio
Mariano Brezmes Arredondo nació en la localidad leonesa de Marne, el 8 de septiembre de 1805. Tras formarse los primeros años en la escuela de la localidad, sus padres le trasladaron a estudiar Gramática a Mayorga. Cuando concluyó se presentó en 1818 a una de las becas ofrecidas por el Seminario de León. Al ganarla, se trasladó a la capital donde inició sus estudios de Filosofía y, ulteriormente, Teología en el Seminario de San Froilán. Posteriormente ampliará estudios en la Universidad de Valladolid,donde obtuvo los grados de Bachiller, el 21 de julio de 1825, y Licenciado en Teología el 9 de octubre de 1831.
Habiendo recibido tan sólo las órdenes menores, con apenas 23 años, el 19 de octubre de 1828, ganó la cátedra de Teología Moral en el citado Seminario leonés de San Froilán, lugar en el que él mismo se había formado previamente.
El 19 de septiembre de 1829 fue ordenado sacerdote por el entonces Obispo de León, Joaquín Abarca Blanque, a título de una capellanía de sangre, que poseía en el pueblo de Malillos. Con su consagración sacerdotal inauguraba su vida pastoral y, proseguía un ministerio marcado por la vida académica y formativa de los futuros sacerdotes, siempre intentando conservar la sana ortodoxia doctrinal. De hecho, este mismo año fue propuesto para el cargo de Vicerrector del Seminario leonés, cargo que ostentará hasta 1833, cuando empiece a regentar las cátedras de Cánones y Sagrada Escritura (hasta 1835). Compatibilizará este cargo con la Vicesecretaría del gobierno eclesiástico desde el 9 de septiembre de 1834 al mes de julio de 1835.
Lo azaroso de los tiempos motivaron que sufriese destierro, durante un mes, en el pueblo de Alaejos en 1835. Posteriormente, se trasladó a su pueblo natal, y tras la muerte del párroco titular, Martín Rodríguez, pasó a ser ecónomo de la misma y de la localidad vecina de Villaturiel. Aquí estuvo ejerciendo la cura animarum unos diez años, desde octubre de 1835 hasta el mes de noviembre de 1845.
De regreso a la capital leonesa por requerimiento del Gobernador Eclesiástico, Manuel Aguado y Quevedo, volvió a ocupar el cargo de Vicerrector y catedrático de Sagrada Escritura y Concilios. En agosto de 1847, después del fallecimiento del Rector del Seminario, Agustín Hernández, fue nombrado Rector del Seminario. Durante su etapa al frente de esta institución defendió a ultranza los principios del dogma católico, oponiéndose a las doctrinas krausistas que se habían introducido por profesores como Fernando de Castro. Ostentó este cargo hasta el 2 de julio de 1851, momento en el que renunció por verse incapaz de compatibilizarlo con la Penitenciaría de la Catedral.
El 7 de junio de 1850, después de realizar oposición, se posesionó de la canonjía vacante de la Penitenciaría de la catedral leonesa, prebenda que ganó con todo merecimiento.
Aparte de sus quehaceres docentes y canonicales, el Prelado leonés confió a Mariano cargos como consultor de casos de conciencia, y Examinador Sinodal del Obispado y de las Vicarías de Aleje, Villayandre y Ledijes del Arzobispado de Santiago. También ostentaba licencias para celebrar, predicar y confesar en las diócesis vecinas de Oviedo, Palencia y Zamora.

### Obispo de Guadix-Baza
El 13 de abril de 1866, la Reina Isabel II le propuso ante el Nuncio de Su Santidad, Lorenzo Barilli, como Obispo de la Diócesis de Guadix-Baza, vacante tras el fallecimiento de Antonio Rafael Domínguez Valdecañas. Fue preconizado por el Papa Pío IX el 25 de julio siguiente. Como la pulchra leonina estaba en obras de rehabilitación y consolidación, su consagración episcopal tuvo lugar, el 30 de septiembre, en la Iglesia que los padres Jesuítas regentaban en el convento de San Marcos de León. Presidió la ceremonia el Obispo leonés, Calixto Castrillo Ornedo, asistido por los Obispos de Astorga, Fernando Argüelles Miranda, que a la postre sería su predecesor en la diócesis asturicense, y Palencia, Juan Lozano y Torreira. El Deán de la catedral leonesa actuó como padrino de consagración, y el Cabildo Catedralicio le regaló el báculo.
Antes de encaminarse hacia su nueva Diócesis, celebró de pontifical en la Catedral leonesa el 5 de octubre, y celebró confirmaciones en su pueblo natal, Marne, tres días más tarde. Puesto en camino hacia Guadix, se detuvo un día en Palencia, otro en Ávila, y varios en Madrid. Ya a primeros de noviembre, se encaminó hacia Granada, donde permaneció unos días junto al entonces Metropolitano, el Arzobispo Bienvenido Monzón y Martín, hasta el 9 de noviembre. Al día siguiente hizo su entrada solemne en la capital de Guadix. El día 14 hizo su entrada en su Catedral, y el 18 fue recibido por el Alcalde y concejales del municipio.
Previamente, desde la capital leonesa firmó una escritura de poder el 13 de octubre de 1866, ante el notario Casimiro Quijano, para que el Deán de la Catedral accitana, Manuel Hermosilla, tomase posesión en su nombre, acto que se celebrará el 7 de noviembre. El gobierno de la Diócesis recaería, según carta remitida al Cabildo, en la Dignidad del Arcipreste, Vicente Fernández Arance, continuaría al frente del gobierno de la Diócesis durante su ausencia.
Ya en Guadix, su pontificado se inició siguiendo las mismas directrices que su predecesor. No obstante, emprendió la improrrogable reforma administrativa (Arreglo Parroquial) y arancelaria de la diócesis. Ahora bien, tres acontecimientos marcarían el devenir de su episcopado guadijeño y bastitano: el Sexenio Revolucionario (1868-1874), siendo incluso encausado, y un episodio de cólera-morbo a nivel civil, y la celebración del Concilio Vaticano I a nivel religioso.
Su proyecto de Arreglo Parroquial fue propuesto a la Regente el 14 de mayo de 1867. Este auto fue aprobado por Isabel II el 26 de junio siguiente. Las transformaciones pertinentes veían la luz públicamente el 12 de febrero de 1868, dividiendo la Diócesis en 5 Arciprestazgos: Guadix, Baza, Abrucena, Darro y Galera, los cuales, a su vez, se redistribuirían en 64 parroquias: 7 calificadas como urbanas de término, 18 urbanas de ascenso; 35 urbanas de entrada; y 4 rurales de primera clase.
El 25 de octubre de 1869 acudió presuroso a la llamada de Pío IX para asistir y tomar parte en las discusiones del aula conciliar, ausentándose de la Diócesis por espacio de unos once meses, puesto que el Vaticano I concluyó sine die cuando las tropas del General Cadorna se adentraron en el Quirinal disolviendo la asamblea conciliar. Brezmes regresó de Roma el 26 de julio de 1870.
Aparte de ello, Mariano Brezmes alentó la devoción al Corazón de Jesús, consagrándole la Diócesis el 16 de junio de 1875, en las postrimerías de su pontificado en Guadix.
Durante su pontificado escribió varias Cartas Pastorales: la primera de "Salutación" a sus fieles; la segunda sobre "La Visita Pastoral"; otra "Sobre las dificultades vividas por el Papa Pío IX"; "Sobre la crítica situación que vive Europa"; "Sobre el Jubileo del Año Santo de 1875"; y la última de "Despedida".
Aparte de sus quehaceres pastorales, fue elegido por los Carlistas Senador del Reino por la provincia de León en 1872, cargo del que nunca se posesionó.
Su salud se fue debilitando, a consecuencia de ello solicitó a la Nunciatura un posible traslado a una diócesis castellana, con un clima más apto para aminorar sus dolencias.

### Obispo de Astorga
Después de los desencuentros causados durante La Gloriosa, en 1875, una vez normalizadas las relaciones entre España y la Santa Sede, el 17 de julio de 1875, el nuevo monarca, Alfonso XII, anunciaba el traslado del Prelado Mariano Brezmes Arredondo a la Diócesis vacante de Astorga, que llevaba cinco años de orfandad tras el fallecimiento de Fernando Argüelles Miranda.
Tomó posesión por poderes, en la figura del Deán, Pelayo González Conde, el 13 de diciembre, quedando encargado del gobierno de la jurisdicción. Hizo su entrada solemne en la Diócesis de Santo Toribio al día siguiente. Su carta programática a los diocesanos no se hizo esperar, siendo publicada a principios de 1876.
Entre las líneas directrices de su episcopado estará la exhortación a sus fieles al cumplimiento del precepto pascual. Igualmente, ordenó al presbiterio diocesano no admitir a aquéllos que, rechazando el sacramento del matrimonio, querían ser padrinos de bautizo, miembros de cofradías y asociaciones religiosas, negándoles, también, sufragios y sepultura eclesiástica.
Para conservar los usos y costumbres tradicionales cristianos, motivó los Ejercicios Espirituales para los clérigos y las Misiones Populares para los fieles. De éstas se encargaban determinadas congregaciones religiosas, por ejemplos los Redentoristas, a quienes se les ofreció el exconvento de San Francisco para establecerse en la Diócesis. También logró la fundación de las Hijas de la Caridad en el Hospital de San Juan astorgano el 18 de julio de 1885, e intentó atraer, sin éxito, a Claretianos y Jesuitas.
Respecto al clero catedral intentó el regreso de los Beneficiados que se habían ausentado con motivo de los retrasos en el cobro de las asignaciones. Y aportó 8.000 reales de su propio peculio para el proyecto capitular de arreglo del órgano catedralicio.
Con motivo de los cambios de límites diocesanos y del paso a la Diócesis de nuevas parroquias, incluyéndose por primera vez las jurisdicciones exentas y privilegiadas, convocó sendos concursos generales para la provisión de parroquias, el primero el 16 de agosto de 1877 y el segundo el 17 de septiembre de 1879. Fruto de este cambio de límites diocesanos, se vio obligado a realizar, también, una división y reparto de arciprestazgos.
Para que la formación sacerdotal en el Seminario Diocesano respondiese a lo decretado por el Papa León XIII en la Encíclica Aeterni Patris, sobre la restauración de la filosofía cristiana, concretamente la Escolástica de Santo Tomás de Aquino, publicó, el 28 de agosto de 1885 una Instrucción Pastoral dirigida al rector y profesores. En base a ello, restableció la cátedra de Latinidad y Humanidades en la preceptoría que había situada en el Santuario de As Ermitas el 1 de septiembre de 1884, atendiendo a su lejanía respecto a la capital diocesana.
Después de 11 años de pontificado, el 11 de noviembre de 1885, Mariano Brezmes fallecía en Astorga a los 81 años, siendo enterrado en la via sacra de la catedral asturicense.